# Stuck in the Suburbs
Stuck in the Suburbs (conocida en Hispanoamérica como Atrapado en los Suburbios y en España como Jordan-Manía es una Película Original de Disney Channel, dirigida por Savage Steve Holland y protagonizada por Danielle Panabaker y Brenda Song. La película se estrenó el 16 de julio de 2004 en Estados Unidos y 9 de febrero de 2007 Latinoamérica.

## Sinopsis
Britney Aarons es una adolescente de 14 años, que admira al popular cantante Jordan Cahill.
Un día conoce a una chica nueva llamada Natasha Kwon-Schwartz, quien aparenta ser más rica y conocedora del mundo que las demás chicas del suburbio. Britney se hace amiga de ella y comienza a imitar su modo de ser.
El corazón de Britney se acelera cuando recibe la fabulosa noticia de que su ídolo, Jordan filmará su nuevo video en lo que hasta ese momento era para ella era el lugar más aburrido del mundo: su vecindario.
Britney y Natasha no pueden dejar pasar esta oportunidad e idean un ingenioso plan para escabullirse en el set de filmación y ver de cerca al cantante de sus sueños. Pero por cosas del destino y la torpeza de Britney obtienen el celular de Jordan, un organizador digital de última tecnología. En el intento por devolver el aparato, las amigas descubren que la imagen de Jordan es una creación de la compañía discográfica. Y tratarán de hacer que Jordan sea él mismo, en vez del modo en que la gente de la disquera quiere que sea, lo cual les traerá muchos problemas a los cuatro.

## Reparto
- Danielle Panabaker - Britney Aarons
- Brenda Song - Natasha Kwon-Schwartz
- Taran Killam - Jordan Cahill
- Ryan Belleville - Eddie
- Amanda Shaw - Kaylee Holland
- CiCi Hedgpeth - Ashley Simon
- Jennie Garland - Olivia Hooper
- Todd Stashwick - Len
- Kirsten Nelson - Susan Aarons
- Corri English - Jessie Aarons
- Patrick Stogner - Cooper Aarons
- Lara Grice - Mamá de Olivia
- Ric Reitz - David Aarons
- Drew Seeley - David (Recepcionista del Hotel)

## Doblaje hispanoaméricano
- Milagros González- Britney
- Milagro González - Natasha
- Leandro Dugatkin - Jordan
- Andrea Sala Rigler - Susan
- Agustina Priscila - Kaylee
- Pablo Gandolfo - Eddie
- Ricardo Alanis - Insertos

Créditos Técnicos:
- Estudio de Doblaje: Media Pro Com, Buenos Aires, Argentina
- Doblaje al español producido por: Disney Character Voices International, Inc.

## Banda sonora
1. "A Whatever Life" - Haylie Duff
2. "Fade Away"- Whitney Minson
3. "Good Life" - Jesse McCartney
4. "Stuck" - Stacie Orrico
5. "Over It" - Anneliese van der Pol
6. "Stuck in the Middle With You" - Stealer's Wheel
7. "Take Me Back Home" - Gregory Raposo
8. "More Than Me" (Acoustic) - Jordan Cahill
9. "On Top Of The World" - Jordan Cahill
10. "Make A Wish" - Jordan Cahill
11. "More Than Me" (Pop) - Jordan Cahill